# Droga krajowa B25 (Niemcy)
Droga krajowa 25 (niem. Bundesstraße 25, B 25) – niemiecka droga krajowa przebiegająca przez teren Bawarii z północy na południe od skrzyżowania z autostradą A6 na węźle Feuchtwangen-Nord przez Feuchtwangen, Dinkelsbühl, Nördlingen do Donauwörth.

## Miejscowości leżące przy B22
Dorfgütingen, Banzenweiler, Feuchtwangen, Schopfloch, Lehengütingen, Dinkelsbühl, Wilburgstetten, Fremdingen, Marktoffingen, Wallerstein, Nördlingen, Möttingen, Harburg (Schwaben), Ebermergen, Donauwörth.

## Historia
Droga prowadziła wcześniej do Uffenheimu jednak po wybudowaniu autostrady A7 straciła znaczenie drogi ponadregionalnej.